# 堀川憲司
堀川 憲司（ほりかわ けんじ、1965年〈昭和40年〉5月5日 - ）は、日本のアニメプロデューサー、実業家。株式会社ピーエーワークス代表取締役社長兼CEO。愛知県江南市出身。

## 来歴
富山大学理学部化学科に在学中に、『風の谷のナウシカ』を見た事がきっかけでアニメ業界を志し、大学を中退して名古屋のアニメ専門学校へ進む。タツノコプロ、Production I.Gを経て、1997年に真下耕一と共にビィートレインを設立。取締役に就任する。
その後、「子供が小学生になる頃には富山に戻る」という配偶者の家族との約束を履行し、富山に帰郷。しかし、富山県内や隣接する県内にてアニメ関連企業が無かったため、2000年に富山県東礪波郡城端町（現・南砺市）に越中動画本舗を設立し、代表取締役社長に就任した。
2002年にはP.A.WORKSに商号を変更。
P.AWORKSは東京にも制作部門のスタジオを置き、堀川は平日は東京、週末は富山で兼業農家という生活を送っていたが、2018年に自身の勤務を富山本社に切り替えたため、2023年現在は富山を拠点に活動をしている。

## 参加作品

### テレビアニメ
1990年
- ジャングルブック・少年モーグリ - 制作進行（第29話・第34話）

1993年
- 無責任艦長タイラー - 制作デスク

1995年
- ドッカン!ロボ天どん - 制作担当

1996年
- 新世紀エヴァンゲリオン - 制作進行（第17話）、制作デスク（第18話 - 第26話）
- シンデレラ物語 - 制作担当

1998年
- ポポロクロイス物語 - シリーズ構成、ラインプロデュース

1999年
- アークザラッド - Special Thanks
- メダロット - ラインプロデューサー
- ワイルドアームズ トワイライトヴェノム - ラインプロデュース

2006年
- IGPX - 制作進行（第22話）

2007年
- 精霊の守り人 - 制作進行（第7話・第12話）

2008年
- true tears - プロデューサー

2009年
- CANAAN - プロデューサー

2010年
- Angel Beats! - プロデューサー

2011年
- マイの魔法と家庭の日 - プロデューサー
- 花咲くいろは - プロデューサー

2012年
- Another - 企画、プロデューサー
- TARI TARI - プロデューサー

2013年
- RDG レッドデータガール - プロデューサー
- 有頂天家族 - プロデューサー
- 凪のあすから - プロデューサー

2014年
- グラスリップ - プロデューサー
- SHIROBAKO - 企画、プロデューサー

2015年
- Charlotte - プロデューサー

2016年
- ハルチカ〜ハルタとチカは青春する〜 - 製作、プロデューサー
- クロムクロ - プロデューサー

2017年
- サクラクエスト - 製作
- 有頂天家族2 - 企画

2018年
- 天狼 Sirius the Jaeger - 企画
- 色づく世界の明日から - 企画

2019年
- Fairy gone フェアリーゴーン - 製作

2020年
- 天晴爛漫! - 製作
- 神様になった日 - 企画

2021年
- 白い砂のアクアトープ - 製作

2022年
- パリピ孔明 - 制作統括
- アキバ冥途戦争 - 企画

2023年
- Buddy Daddies - 企画

2024年
- 天穂のサクナヒメ - 制作統括

### アニメ映画
2000年
- 人狼 JIN-ROH - 制作担当

2009年
- レイトン教授と永遠の歌姫 - プロデューサー、製作委員会

2011年
- 万能野菜 ニンニンマン - プロデューサー

2013年
- 劇場版 花咲くいろは HOME SWEET HOME - プロデューサー

2014年
- ジョバンニの島 - 協力

2018年
- さよならの朝に約束の花をかざろう - 企画、アニメーションプロデューサー

2020年
- 劇場版 SHIROBAKO - 企画

2023年
- 駒田蒸留所へようこそ - プロデューサー

### OVA
1996年
- パンツァードラグーン - 制作進行

1998年
- ONE PIECE 倒せ!海賊ギャンザック - 制作担当

### コンピュータゲーム
1998年
- 『ゼノギアス』アニメーション・ムービー - アニメーション・プロデューサー

2007年
- 『レイトン教授と不思議な町』アニメーションパート - アニメーションプロデューサー
- 『レイトン教授と悪魔の箱』アニメーションパート - アニメーションプロデューサー

2008年
- 『レイトン教授と最後の時間旅行』アニメーションパート - アニメーションプロデューサー